# Mindustry
Mindustry — багатоплатформова комп'ютерна гра, що одночасно поєднує стратегію в реальному часі з Tower Defense. Гра була створена Anuke за 3 дні спеціально для змагання GDL — Metal Monstrosity Jam [Архівовано 4 липня 2020 у Wayback Machine.], де посіла перше місце.

## Історія створення
Розробник взяв участь у квітневому 72-х годинному змаганні GDL [Архівовано 4 липня 2020 у Wayback Machine.] з кодовою назвою «Металеві чудовиська» у 2017 році. Тематикою цього змагання були нанороботи, мехи, стімпанкові потяги та інші фантастичні створіння. Гра з великим відривом посіла перше місце у чотирьох з п'яти категоріях (забавність, тематичність, гладкість і загальне враження), а в п'ятій категорії друге місце (креативність).

## Ігровий процес

### Основи
Гравець керує одним з багатьох видів техніки, з допомогою якого можна будувати споруди, розбирати власні та нейтральні споруди та стріляти. Мета гри  — протриматися якнайбільшу кількість хвиль і запустити якомога більше ресурсів. На карті присутня зона висадки у формі кола, так звана «зона анігіляції», де висаджуються наземні ворожі одиниці, або військово-морські сили в залежности від місцевості, а також з найближчого від кола краю мапи вилітають повітряні одиниці ворога. У момент висадки ворожих військ у коло союзні та нейтральні будівлі  разом зі союзними одиницями знищуються в межах кола. У грі представлено чимала кількість мап, на кожній з яких можна зустріти як різні види ресурсів та їх кількість, так і різної сили ворогів. На мапі можуть бути родовища чи залежі від звичайної міді, свинцю та піску до титану, торію, нафти та металобрухту. Для їх освоєння гравцю запропоновано користуватися бурами та насосами різної ефективності та дронами. Частину ресурсів можна переносити власноруч, ресурсною гарматою та конвеєрами, а частину трубопроводом. Для можливості будування гравець має мати ресурси у його ядрі. У грі є багато турелей різних видів, їх потрібно заряджати різними ресурсами, аби вони працювали. Всі добуті ресурси з ядра одразу можна витратити на дослідження.

### Дослідження
Завдяки ресурсам, які були отримані, можна розблокувати нові бури, башти, заводи і т. д. Дослідження можна поділити на 5 гілок:
- Конвеєри  — різні способи передачі ресурсів на різні відстані.
- Оборона  — різні турелі та блоки для оборони.
- Заводи  — заводи для створення ресурсів.
- Вода  — помпи для видобування води з-під землі та з озер/річок.
- Електроенергія  — генератори, які видобувають електроенергію завдяки вугіллю та іншим ресурсам. З її допомоги можна створювати своїх роботів, які видобуватимуть ресурси, захищатимуть ядро, ремонтуватимуть та будуватимуть всі споруди.

### Режими гри
Хоча в грі є чотири режими, проте можна створити свій власний за допомогою користувацьких правил у вікні вибору режиму. З їхньою допомогою можна налаштувати множники здоров'я, шкоди ворогів та гравців, швидкості, вартості будування та багато чого іншого.

- Survival (укр. Виживання)  — у цьому режимі гравець повинен протриматися якомога більше хвиль. 
Особливості режиму:
  - Ресурси треба видобувати
  - Хвилі йдуть за розкладом
- Sandbox (укр. Пісочниця)  — режим було створено заради тестування ігрових механік та створення різноманітних схем. 
Особливості режиму:
  - Нескінченні ресурси
  - Миттєве будівництво
  - Хвилі йдуть за бажанням гравця
- Attack (укр. Атака)  — у цьому режимі головне завдання полягає у знищенні ворожих ядер, при цьому знищувати всі ворожі укріплення необов'язково.
- PvP (укр. Гравець проти гравця)  — цей режим лише для багатокористувацької гри. У ньому потрібно знищити ворожі ядра всіх кольорів окрім свого і не допустити знищення свого ядра.

### Мапи
Усього у грі більш, ніж 24 мапи. Також є карти в режимі атака. Власні мапи можна створювати в редакторі.
На початкових мапах у кампанії не має більшості ресурсів. Місцезнаходження ресурсів на мапі через випадкову генерацію руд кожного разу різноманітне, але на кожній мапі неодмінно будуть одні і ті ж самі ресурси. Інколи трапляється, що деякі ресурси не можна видобути через так звану «зону анігіляції».
«Зона анігіляції» кожного разу може бути у новому місті, але таких місць може бути лише три.  
| Назва                      | Назва Укр.                  | Загроза    | Кількість ресурсів | Період запуску | Ціль                |
| -------------------------- | --------------------------- | ---------- | ------------------ | -------------- | ------------------- |
| Ground Zero                | Пункт відправлення          | Мінімальна | Мало               | 5 хвиль        | Вижити              |
| Desert Wastes              | Пустельні відходи           | Мінімальна | Мало               | 10 хвиль       | Вижити              |
| Frozen Forest              | Крижаний ліс                | Мінімальна | Мало               | 10 хвиль       | Вижити              |
| Salt Flats                 | Соляні рівнини              | Мала       | Достатньо          | Не можна       | Знищити ядро ворога |
| Ruinous Shores             | Зруйновані береги           | Середня    | Достатньо          | 20 Хвиль       | Вижити              |
| Stained Mountains          | Забруднені гори             | Середня    | Достатньо          | 10 хвиль       | Вижити              |
| The Craters                | Кратери                     | Середня    | Достатньо          | 10 хвиль       | Вижити              |
| Fungal Pass                | Грибний перевал             | Середня    | Достатньо          | Не можна       | Знищити ядро ворога |
| Overgrowth                 | Зарості                     | Складно    | Достатньо          | 4 хвилі        | Вижити              |
| Tar Fields                 | Дьогтьові поля              | Складно    | Багато             | 10 хвиль       | Вижити              |
| Desolate Rift              | Спустошена ущелина          | Складно    | Достатньо          | 4 хвилі        | Вижити              |
| Nuclear Production Complex | Ядерний виробничий комплекс | Складно    | Багато             | 15 хвиль       | Вижити              |

Період запуску це кількість хвиль які потрібно пережити між запусками

### Роботи

#### Бойові одиниці
У грі є три види роботів: наземні, повітряні й надводні.
Наземні одиниці шукають найбільш простий шлях для проходження.
- «Кинджал» — найбільш проста одиниця. Схоже на мех «Альфа», але немає здібностей і завдає значно меншу шкоду.
- «Камікадзе» — вибухає при контакті з ворогом.
- «Фортеця» — грає роль артилерійної одиниці.
- «Титан» — використовує вогнемети, але має невеликий радіус дії.

Повітряні одиниці не тільки намагаються знищити ядро, але й знищити видобуток енергії.
- «Примара» — найслабша повітряна одиниця. Атакує всіх, але використовує тактику «атакуй і втічи»
- «Ґуль» — бомбардувальник, полюбляє атакувати усілякі генератори енергії.

#### Допоміжні одиниці
У грі є 3 види дронів.
- Видобуваючий дрон «Драугр» — видобуває мідь і свинець.
- Ремонтний дрон «Привид» — ремонтує всі споруди.
- Будівельний дрон «Фантом» — допомагає у будуванні споруд та їх відновленні.

#### Реконструктор
Перетворює гравця в меха або корабель. Усього 7 видів: 4 наземні і 3 повітряні одиниці.
Наземні:
- «Альфа»
- «Дельта»
- «Тау»
- «Омега»

Повітряні:
- «Джавелін»
- «Тризуб»
- «Спис»

### Mindustry V6
Версія Mindustry V6 наразі знаходиться в стадії розробки. Ця версія містить деякі значні зміни:
- Мапи тепер розташовані на 3D-планеті, що поділяється на сектори. Деякі сектори є мапами з попередніх версій, деякі - цілком новими мапами.
- Докорінно перероблена система бойових одиниць: додано багато нових наземних, водних і повітряних мехів, всі мехи поділяються на 6 родин і мають рівень від одного до п'яти, отож окрім трьох базових кораблів в грі тепер є 30 мехів.
- Гравець може брати під свій контроль будь-який мех, турель та деякі конструкції.
- Гравець не може запускати ядро, натомість після перемоги над всіма ворогами сектор залишається під впливом гравця і продовжує видобувати ресурси, аж поки його знову не захоплять вороги.
- Зміна дня і ночі й погодних умов.

## Критика

### Steam
У Steam гра оцінюється приблизно на 10 з 10. Усього більше 18.000 відгуків, більшість з яких позитивні.

### Metacritic
На сайті Metacritic люди оцінили гру на 8.8 з 10.